# کارت شناسایی اسرائیل
کارت شناسایی اسرائیل (انگلیسی: Israeli identity card)، تِودات زهوت (عبری: תעודת זהות‎، ت. «t'udát zehút») یا هویه (عربی: بطاقة هویة‎) یک سند هویتی است که توسط اسرائیل طبق قانون حمل و نمایش کارت هویت مصوب ۱۹۸۲ صادر می‌شود: «هر ساکن شانزده سال یا بیشتر باید همیشه کارت هویتی داشته باشد و در صورت درخواست، آن را به یک افسر ارشد پلیس، رئیس اداره شهری یا منطقه‌ای، یا یک پلیس یا عضو نیروهای مسلح در حال انجام وظیفه ارائه دهد.» طبق یک رویه قضایی از سال ۲۰۱۱، ساکنان حق دارند از ارائه کارت خودداری کنند، مگر اینکه مقام دولتی دلیلی برای ظن به ارتکاب جرم توسط آنها داشته باشد.
مدارک هویتی توسط دولت اسرائیل برای فلسطینیان در اورشلیم شرقی، کرانه باختری و نوار غزه صادر می‌شود، اگرچه این مدارک با مدارکی که برای شهروندان اسرائیلی صادر می‌شود، متفاوت است. چنین اسنادی برای نظارت و کنترل جمعیت فلسطینی استفاده می‌شود.